# Jon Bellion
Jonathan David Bellion (Long Island, 26 de diciembre de 1990) es un cantante estadounidense, rapero, compositor y productor musical. Bellion nació en Lake Grove, Long Island (Nueva York). Ha publicado cuatro mixtapes y dos álbumes de estudio. El primero, The Human Condition, fue publicado el 10 de junio de 2016 y debutó en el número cinco en la Billboard 200 de EE. UU. El segundo, Glory Sound Prep, fue publicado el 9 de noviembre de 2018. Actualmente mantiene un contrato con las discográficas Visionary Music Group  y Capitol Records. Bellion también colaboró vocalmente en "Beautiful Now" con el artista de origen ruso Zedd, compositor de dicha canción. Además actuó como artista invitado de la tercera pierna del Emotional Roadshow World Tour, de Twenty One Pilots.

## Primeros años
Jon Bellion nació, creció y fue criado en Lake Grove, Nueva York, en casa de sus padres con sus hermanas y hermano hasta que recientemente dejó de vivir en casa con sus padres. Es de ascendencia italiana. Situado entre su amor por el baloncesto y la música durante el instituto, Bellion se decantó por su carrera musical. Tras finalizar el instituto se matriculó en el altamente aclamado programa musical del privado Five Towns College en Dix Hills, Nueva York.

## Carrera musical

### 2011–14: Sus inicios en la industria musical y varios mixtapes
Jon Bellion compone y produce su propia música. Su primer mixtape, Scattered Thoughts Vol. 1, fue publicado vía Facebook logrando más de 11,000 descargas. Más tarde Jon firmó con Visionary Music Group en 2012 y realizó una cover de "The Motto", una canción de Drake en VMG, una página de YouTube.
En 2012, Jon Bellion escribió el estribillo de la canción "The Monster" de Eminem en colaboración con Rihanna. Esta canción ganó un Premio Grammy en los Grammy Awards de 2015 para las categorías de Mejor Rap y Mejor Colaboración. Bellion también coescribió y produjo "Trumpets" de Jason Derulo en 2012, la cual no fue publicada hasta 2013 en el Reino Unido y 2014 en EE. UU.
Jon Bellion sacó a la luz su cuarto proyecto libre, titulado The Definition, bajo el sello discográfico Visionary Music Group el 23 de septiembre de 2014. Bellion encabezó su primer tour nacional llamado The Beautiful Mind Tour en octubre de 2014.

### 2015–Presente: Giras yThe Human Condition
Jon Bellion publicó varios singles a principios de 2015, entre los cuales se incluyen "Woodstock (Psychedelic Fiction)", "All Time Low", y "Woke The F*ck Up" a través de Capitol Records. El 31 de marzo de 2015 Bellion anunció su segundo tour nacional, The Definition Tour. Dicho tour comenzó el 26 de mayo y concluyó el 2 de julio del mismo año. También colaboró en "Beautiful Now", una canción de Zedd extraída de su álbum True Colors, la cual vio la luz el 15 de mayo de 2015. Bellion además colaboró en el álbum del rapero americano B.o.B, llamado Psycadelik Thoughtz, del cual se extrae la canción en la que colabora , "Violence".
Bellion publicó varias versiones acústicas de algunas canciones de su álbum The Definition. Fueron publicadas "All Time Low (Acoustic)" el 26 de febrero de 2016 febrero, así como "Human (Acoustic)" el 4 de marzo de 2016.
Bellion confirmó que su álbum debut The Human Condition se publicaría el 10 de junio de 2016. Fueron sacados a la luz tres singles promocionales del álbum: "Guillotine", el 13 de abril de 2016; "80's films", el 27 de mayo de 2016; y "Maybe IDK" el 2 de junio de 2016, junto con el sencillo principal del álbum, "All Time Low" publicado el 13 de mayo de 2016. Más tarde el 10 de junio sería publicado The Human Condition. Bellion declara que el álbum simplemente trata de sentirse humano, "Todos nosotros, como humanos, tenemos los mismos problemas. Lidiamos con el orgullo y gran cantidad de conflictos de los cuales nadie quiere hablar realmente. Así que supuse que mostrar lo humano que soy ayudaría a muchas personas a sentirse mejor respecto a sí mismos." En su música, Jon habla mucho sobre Dios. Sin embargo no muestra una simple y vaga idea sobre la fe; si no que se asegura de poner el foco de atención sobre Dios específicamente. Jon Bellion también explica que tanto la identidad musical como el estilismo del álbum para The Human Condition se centra en conseguir la atención de Disney Pixar, "es como un gran plan pensado para Disney Pixar porque siempre ha sido mi sueño orquestar una película para ellos. Básicamente si mi álbum debut consigue un gran reconocimiento, John Lasseter [de Disney Pixar] y el resto del equipo con suerte contemplarán estas ilustraciones y pensarán 'Espera un segundo, esto no es de una de nuestras películas, ¿Qué es esto?'" El material gráfico para el álbum estuvo diseñado y creado por el artista de desarrollo visual David Ardinaryas Lojaya. Durante The Human Condition Tour, Bellion anunció que un representante de Pixar le conoció en uno de sus espectáculos. Este fue invitado al Pixar Campus y dijo que podría estar implicado en una de las secuelas de Pixar programadas para ser publicadas en un par de años. Bellion dijo que su película favorita de Pixar es Los Increíbles.
En junio de 2017, Jon Bellion fue elegido como artista del mes para Elvis Duran y colaboró como invitado en el programa The Today Show, presentado por Kathie Lee Gifford y Hoda Kotb y retransmitido nacionalmente en EE.UU premitiéndole presentar en vivo su sencillo "All Time Low". Bellion se encargaría más adelante del acto de apertura para la línea estadounidense de conciertos del "Emotional Roadshow Tour", una gira del dúo rock Twenty One Pilots. La gira constaría de 33 espectáculos, comenzando el 17 de enero de 2017 en Providence, Rhode Island para acabar el 5 de marzo de 2017 en Louisville, Kentucky.

## Influencias
Jon Bellion ha declarado en múltiples ocasiones que The Black Keys y Kanye West son algunas de sus grandes inspiraciones. "Me encantaba todo pero fueron Kanye West y The Black Keys quienes me hicieron perseguir la música." Jon también ha declarado que encuentra inspiración en  Machine Gun Kelly Eminem, Pharrell Williams, Coldplay, John Mayer, André 3000, y más. Bellion también ha declarado que es un gran seguidor de J Dilla y Disney Pixar, siendo inspirado por dicho músico y dicho estudio de película de animación por ordenador tanto para The Definition como The Human Condition. Bellion explica que le encanta como las películas de Pixar son "sencillas aunque presentadas de una manera impactante." Jon reconoce gran parte de su desarrollo musical y éxito a los tipos en su banda los cuales conoció estando en la universidad, expresando su amor hacia ellos en su documental “Beautiful Mind Documentary” en esta declaración, “todo el mundo en mi banda me ha enseñado algo, y debido a ellos estoy donde estoy”, y continuando “me rodeo de personas que me superan en algo, raramente me verás sin admirar a alguien de mi entorno, especialmente en el ámbito musical".

## Discografía

### Álbumes
| Título              | Datos de interés                                                      | Posiciones en las listas | Posiciones en las listas | Posiciones en las listas | Posiciones en las listas | Posiciones en las listas | Certificaciones |
| Título              | Datos de interés                                                      | EE.UU                    | AUS                      | CAN                      | DEN                      | NOR                      | Certificaciones |
| ------------------- | --------------------------------------------------------------------- | ------------------------ | ------------------------ | ------------------------ | ------------------------ | ------------------------ | --------------- |
| The Human Condition | - Publicado: 10 de junio de 2016 - Formatos: CD, LP, Descarga digital | 5                        | 69                       | 21                       | 32                       | 31                       | - RIAA: Oro     |

### Mixtapes
| Título                        | Datos de interés                                                  |
| ----------------------------- | ----------------------------------------------------------------- |
| Scattered Thoughts Vol. 1     | - Publicado: 2011 - Formato: Descarga digital                     |
| Translations Through Speakers | - Publicado: 20 de febrero de 2013 - Formato: Descarga digital    |
| The Separation                | - Publicado: 10 de diciembre de 2013 - Formato: Descarga digital  |
| The Definition                | - Publicado: 23 de septiembre de 2014 - Formato: Descarga digital |

### Sencillos

#### Como artista principal
| Título                                                                                                | Año  | Posiciones más altas en las listas | Posiciones más altas en las listas | Posiciones más altas en las listas | Posiciones más altas en las listas | Posiciones más altas en las listas | Posiciones más altas en las listas | Posiciones más altas en las listas | Posiciones más altas en las listas | Certificaciones                                                                                   | Álbum                   |
| Título                                                                                                | Año  | EE.UU                              | AUS                                | CAN                                | DEN                                | GER                                | NZ                                 | NOR                                | SWE                                | Certificaciones                                                                                   | Álbum                   |
| --- | ---- | ---------------------------------- | ---------------------------------- | ---------------------------------- | ---------------------------------- | ---------------------------------- | ---------------------------------- | ---------------------------------- | ---------------------------------- | ------------------------------------------------------------------------------------------------- | ----------------------- |
| "Jim Morrison"                                                                                        | 2013 | —                                  | —                                  | —                                  | —                                  | —                                  | —                                  | —                                  | —                                  |                                                                                                   | The Separation          |
| "Simple & Sweet"                                                                                      | 2014 | —                                  | —                                  | —                                  | —                                  | —                                  | —                                  | —                                  | —                                  |                                                                                                   | The Definition          |
| "Luxury"                                                                                              | 2014 | —                                  | —                                  | —                                  | —                                  | —                                  | —                                  | —                                  | —                                  |                                                                                                   | The Definition          |
| "Munny Right"                                                                                         | 2014 | —                                  | —                                  | —                                  | —                                  | —                                  | —                                  | —                                  | —                                  |                                                                                                   | The Definition          |
| "Carry Your Throne"                                                                                   | 2014 | —                                  | —                                  | —                                  | —                                  | —                                  | —                                  | —                                  | —                                  |                                                                                                   | The Definition          |
| "Woodstock (Psychadelic Fiction)"                                                                     | 2015 | —                                  | —                                  | —                                  | —                                  | —                                  | —                                  | —                                  | —                                  |                                                                                                   | Sencillo fuera de álbum |
| "Guillotine" (en colaboración con Travis Mendes)                                                      | 2016 | —                                  | —                                  | —                                  | —                                  | —                                  | —                                  | —                                  | —                                  |                                                                                                   | The Human Condition     |
| "80's Films"                                                                                          | 2016 | —                                  | —                                  | —                                  | —                                  | —                                  | —                                  | —                                  | —                                  |                                                                                                   | The Human Condition     |
| "Maybe IDK"                                                                                           | 2016 | —                                  | —                                  | —                                  | —                                  | —                                  | —                                  | —                                  | —                                  |                                                                                                   | The Human Condition     |
| "All Time Low"                                                                                        | 2016 | 16                                 | 9                                  | 16                                 | 28                                 | 22                                 | 11                                 | 24                                 | 25                                 | - RIAA: Platino x2 - ARIA: Platino x2 - GLF: Oro - IFPI DEN: Oro - MC: Platino x2 - RMNZ: Platino | The Human Condition     |
| "Overwhelming"                                                                                        | 2017 | —                                  | —                                  | —                                  | —                                  | —                                  | —                                  | —                                  | —                                  |                                                                                                   | The Human Condition     |
| "—" denota una canción que no entró en ninguna lista musical o que no fue publicada en ese territorio |      |                                    |                                    |                                    |                                    |                                    |                                    |                                    |                                    |                                                                                                   |                         |

#### Como artista colaborador
| Título                                                                                                 | Año  | Posiciones de gráfico de la cumbre | Posiciones de gráfico de la cumbre | Posiciones de gráfico de la cumbre | Álbum       | Certificaciones |
| Título                                                                                                 | Año  | EE.UU                              | CAN                                | FRA                                | Álbum       | Certificaciones |
| --- | ---- | ---------------------------------- | ---------------------------------- | ---------------------------------- | ----------- | --------------- |
| "Beautiful Now" (Zedd en colaboración con Jon Bellion)                                                 | 2015 | 64                                 | 61                                 | 190                                | True Colors | - RIAA: Oro     |
| "Dead Presidents" (Travis Mendes en colaboración con Jon Bellion)                                      | 2016 | —                                  | —                                  | —                                  | Closure     |                 |
| "Obsession" (Vice en colaboración con Jon Bellion)                                                     | 2017 | —                                  | —                                  | —                                  |             |                 |
| "—" denota una canción que no entró en ninguna lista musical o que no fue publicada en ese territorio. |      |                                    |                                    |                                    |             |                 |

### Apariciones como artista invitado
| Título                                       | Año  | Otros artistas | Álbum                             |
| -------------------------------------------- | ---- | -------------- | --------------------------------- |
| "Welcome to Forever"                         | 2013 | Logic          | Young Sinatra: Welcome to Forever |
| "Jon Bellion's One Way to San Diego (Outro)" | 2014 | Sylvan LaCue   | Searching Sylvan                  |
| "Violence"                                   | 2015 | B.o.B.         | Psycadelik Thoughtz               |
| "Rat Race"                                   | 2015 | Andy Mineo     | Uncomfortable                     |

### Vídeos musicales
- "Claps and Autotunes for Lovers"
- "Without Your Face"
- "Come Back Down"
- "New York Soul"
- "Jim Morrison"
- "LIFE"
- "The Wonder Years"
- "Paper Planes"
- "One More Time"
- "Ungrateful Eyes"
- "Dead Man Walking"
- "Simple and Sweet"
- "Luxury"
- "Carry Your Throne"
- "Guillotine"
- "All Time Low"
- "Shadows"
- "Bad For My Health"

### Producción y créditos como letrista
| Año  | Artista                                | Álbum                     | Canción                |
| ---- | -------------------------------------- | ------------------------- | ---------------------- |
| 2012 | Cody Simpson                           | Paradise                  | "Back to You"          |
| 2013 | Eminem (En colaboración con Rihanna)   | The Marshall Mathers LP 2 | "The Monster"          |
| 2013 | Jason Derulo                           | Tattoos y Talk Dirty      | "Trumpets"             |
| 2014 | Andy Grammer                           | Magazines or Novels       | "Holding Out"          |
| 2015 | Zedd (En colaboración con Jon Bellion) | True Colors               | "Beautiful Now"        |
| 2015 | CeeLo Green                            | Heart Blanche             | "Robin Williams"       |
| 2015 | Katharine McPhee                       | Hysteria                  | "Damage Control"       |
| 2016 | MAX                                    | Hell's Kitchen Angel      | "Basement Party"       |
| 2019 | Lauv                                   | How I'm Feeling           | "Drugs & the Internet" |
| 2021 | Rosé                                   | -R-                       | "On the Ground"        |
| 2024 | Jimin                                  | Muse                      | "Who"                  |